# La Captive

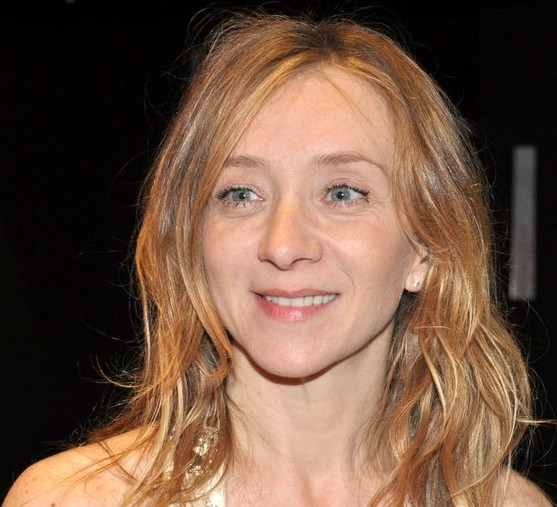
Sylvie Testud (foto de 2011)

La Captive (A Cativa (título em Portugal) ) é um filme franco-bélgico, do gênero drama, dirigido por Chantal Akerman. Lançado em 2000, é estrelado por Olivia Bonamy, Sylvie Testud e Stanislas Merhar. Este filme em língua francesa é vagarosamente baseado no romance La Prisonnière, de Marcel Proust.

## Elenco
- Stanislas Merhar como Simon
- Sylvie Testud como Ariane
- Olivia Bonamy como Andrée
- Aurore Clément como Léa
- Anna Mouglalis como Isabelle
- Bérénice Bejo como Sarah